# Arxiu Històric Fotogràfic de l'Institut d'Estudis Fotogràfics de Catalunya
L'Arxiu Històric Fotogràfic de l'Institut d'Estudis Fotogràfics de Catalunya (IEFC) té per missió la conservació, organització i difusió de fons d'imatges pertanyents al patrimoni fotogràfic de Catalunya.

## Història de l'Arxiu Històric Fotogràfic de l'IEFC
L'Institut d'Estudis Fotogràfics de Catalunya (IEFC) va néixer l'any 1972 com una associació sense ànim de lucre amb la finalitat de promoure i divulgar la fotografia en totes les seves vessants, a través d'una escola de fotografia, activitats culturals i un centre d'arxiu. L'Arxiu Històric Fotogràfic de l'IEFC va néixer amb la voluntat de salvar de la degradació, recuperar i posar a disposició de la societat una part important del patrimoni fotogràfic català que, en aquells moments, estava dispers i a punt de perdre's per falta d'unes bones condicions de conservació i emmagatzematge.
Arxiu Històric Fotogràfic de l'IEFC aplega fons de diferents autors i col·leccionistes, alguns de gran prestigi com Alexandre Merletti o Lucien Roisin Besnard, fins a comptar amb més de 800.000 fotografies originals d'autor, la majoria negatius, d'un període que va des de finals del s. XIX fins a mitjans del segle xx. En paral·lel, realitza una tasca de difusió dels fons a través de l'Escola de Fotografia, de publicacions i d'exposicions.

## Edifici i conjunt arquitectònic
La seu de l'IEFC es troba instal·lada en un dels edificis modernistes propietat de la Diputació de Barcelona que componen el recinte arquitectònic de l'Escola Industrial de Barcelona, situat entre els carrers Urgell, Viladomat, Rosselló i París de Barcelona.
Alguns dels edificis de l'Escola Industrial van acollir inicialment la fàbrica tèxtil de Can Batlló, construïda entre 1868 i 1869 per l'arquitecte Rafael Guastavino, fins que aquesta va tancar l'any 1889. L'any 1908 els edificis van ser adquirits per la Diputació de Barcelona per ubicar-hi l'Escola Industrial de Barcelona, creada per Reial Decret el 30 de març de 1904. Posteriorment, l'any 1914 s'hi va inaugurar al mateix recinte l'Escola Elemental del Treball de la Mancomunitat de Catalunya. Aquestes dues escoles són predecessores, respectivament, de l'Escola Universitària d'Enginyeria Tècnica Industrial de Barcelona i de l'Escola del Treball de Barcelona, que encara estan ubicades al recinte en l'actualitat.

## Fons
Els fons fotogràfics que componen l'Arxiu Històric Fotogràfic de l'IEFC tenen un gran interès històric i social, i destaquen per la seva gran qualitat tècnica i estètica.
D'entre les col·leccions que conté l'Arxiu, en destaquen:
- Col·lecció Alsina Munné

Conté aproximadament 2.000 imatges, datades entre els anys quaranta i seixanta del s.XX, d'Ermengol Alsina Munné (Barcelona, 1889 - 1980), aficionat a la fotografia, autor del llibre Historia de la Fotografia (1954), relligador de reconegut prestigi i director artístic de l'editorial Domènech.
- Col·lecció Arissa

Conté 2.137 imatges (1.775 negatius + 362 positius) del primer terç del s.XX, d'Antoni Arissa Asmarats (Barcelona, 1900-1980), fotògraf aficionat, impressor d'ofici.
- Col·lecció Bellós Agulló

Formada per 291 imatges (279 negatius + 12 positius), datades entre els anys quaranta i cinquanta del s.XX, d'Albert Bellós Agulló (Barcelona, 1915?-1993), fotògraf aficionat que esdevé editor de postals a partir de les imatges preses, en col·laboració amb la seva esposa Montserrat Monsó. Les postals editades duien el segell Foto Bellmon, acrònim dels cognoms Bellós i Monsó.
- Col·lecció Fons Jaume Roca

Conté 3.543 imatges (1.282 negatius + 2.261 positius) d'entre els anys 1900 a 1932, del fotògraf aficionat Jaume Roca Oliva (Barcelona, 1888-1977), membre de l'Agrupació Fotogràfica de Catalunya.
- Col·lecció Godes

Inclou 886 imatges (723 negatius + 163 positius) d'Emili Godes i Hurtado (Barcelona 1895-1970), fotògraf d'ofici i membre de l'Agrupació Fotogràfica de Catalunya. També treballa professionalment en el món del cinema. Adscrit artísticament a la Nova Objectivitat, del que se'l considera un representant a Catalunya.
- Col·lecció Matarranz

Conté 741 imatges (negatius), datades aproximadament entre el 1910 i el 1947, de Juan Matarranz Julià (1887-1958), que juntament amb els seus fills Antonio -President de l'Agrupació Provincial de Fotògrafs Professionals- i Guillermo Matarranz Corral, va treballar per encàrrec com a fotògraf sense galeria. Els negatius que es conserven a l'Arxiu de l'IEFC corresponen majoritàriament a casaments civils i a fotografia d'aficionat.
- Col·lecció Merletti

Formada per 6.427 imatges (6.425 negatius + 2 positius), d'entre el 1909 fins al 1953, d'Alexandre Merletti Cuaglia (Torí, Itàlia 1860 - Barcelona, 1943) i el seu fill Camil Merletti. La seva càmera va captar els successos més transcendents i de més significació política i social que es van produir en el transcurs de les primeres dècades del segle xx.
- Col·lecció Monteys

Conté aproximadament 2.527 imatges (1.581 negatius + 946 positius), datades entre el 1902 i el 1929, per Eduard Monteys Serra (mora el 1936), fotògraf aficionat de família acomodada, resident a Barcelona i procurador de tribunals. Totes les plaques són estereoscòpiques i capten paisatges de diversos índrets turístics de Catalunya i Espanya.
- Col·lecció Perdigó Cortés

Formada per 1.011 imatges (988 negatius + 23 positius), d'entre els anys 1908 fins al 1923, preses per Manuel Perdigó Cortés (Barcelona 1876-1950), fotògraf aficionat i empresari tèxtil propietari de la fàbrica Fabril Hispania a Bunyola (Mallorca), tot i que viu a Barcelona.
- Col·lecció Plasencia

Formada per 18.762 imatges (18.138 negatius + 624 positius), de les dècades dels quaranta als seixanta del s.XX, de Leopoldo Plasencia Pons i de Magarola (Barcelona 1906-1988), fotògraf professional que va exercir principalment a Eivissa i Barcelona, on va treballar per encàrrec deixant testimoni de les transformacions urbanístiques de la ciutat durant la postguerra. També va treballar fent reproduccions d'obres d'art i pintura d'artistes de la seva època.
- Col·lecció Roisin

Inclou 77.200 imatges (33.100 negatius + 44.100 positius -postals-) de la primera meitat del s.XX, produïdes o aplegades per Lucien Roisin Besnard (París 1884-1943), fotògraf, dedicat principalment al negoci de les postals. Com a editor, amb una botiga a la Rambla de Santa Mònica de Barcelona, va utilitzar en molts casos imatges preses per altres fotògrafs.
- Col·lecció Terradas

Conté 3.458 imatges (3.282 negatius + 176 positius), que daten aproximadament des del 1910 fins al 1936, d'Esteve Terradas Illa (Barcelona 1883 - Madrid 1950), fotògraf aficionat i enginyer industrial i de camins, i matemàtic. Va ser director d'obres dels Ferrocarrils de laMancomunitat de Catalunya, de la Compañía Telefónica Nacional de España i l'Instituto Nacional de Técnica Aeronáutica. Membre de l'Academia Española de Ciencias y de la Lengua.
- Col·lecció Thomas

Formada per aproximadament 22.000 imatges, des de finals del s. XIX fins al primer terç del s. XX, de la Fototípia Thomas, fundada l'any 1880 per Josep Thomas i Bigas (Barcelona 1853 - Berna, Suïssa, 1910). És conegut sobretot per la seva col·laboració en llibres i revistes d'art com La Il·lustració Catalana, Pèl i ploma, El Arte en España, etc. Els negatius fotogràfics de la col·lecció corresponen a altres autors que treballaven per encàrrec de la Fototípia.

## Instruments de descripció
El principal instrument de descripció que disposa l'Arxiu Històric Fotogràfic de l'IEFC és un catàleg automatitzat que conté més de 250.000 fotografies, de les quals més de 40.000 estan digitalitzades.

## Serveis
La consulta dels fons és de lliure accés per a qualsevol persona interessada. L'Arxiu ofereix altres serveis com la reproducció d'imatges en suport digital o per procés fotogràfic mitjançant còpies de laboratori. Igualment, l'Arxiu compta amb un servei d'assessorament en temes de preservació, reproducció i difusió d'imatges i cada any participa en la programació d'exposicions i cursos a l'escola de l'IEFC destinats a especialistes en la conservació i organització de col·leccions fotogràfiques.

### Consulta
L'Arxiu Històric Fotogràfic de l'IEFC disposa d'una sala de consulta oberta al públic, a la qual es pot accedir concertant visita prèviament.
Igualment, la web de l'IEFC permet la consulta d'una àmplia galeria fotogràficaon, a més de les fotografies dels alumnes de l'Escola de Fotografia de l'IEFC i de les activitats organitzades per l'Institut, es pot visualitzar una part destacada de les col·leccions de l'Arxiu Històric Fotogràfic. Les col·leccions s'apleguen per temes i estan acompanyades, en alguns casos, de petits articles de contextualització i història de les fotografies: 
- El turisme a Europa fa cent anys
- Sevilla-Málaga: Una mirada als inicis del segle XX
- Merletti i l'esport al primer terç del segle XX
- Vaixells mercants: la transició de la vela al motor
- Ferrocarrils a Barcelona
- Merletti, pioners del fotoperiodisme a Catalunya
- La platja, un espai canviant
- El fenomen esportiu a principis del segle XX
- La foto de família
- Fotografies de la Playa de La Concha
- Antoni Arissa i la Nova Visió
- L'Exposició Universal de Barcelona de 1929, vista per Jaume Roca
- El Bus, el Tram i altres transports públics
- Barques, vaixells i naus
- Catalunya, 1920-1930: memòria retrobada
- Trens: viatge a principis del s.XX
- Lucien Roisin 1884-1943
- La mirada dels nostres avis: Espanya al tombar del segle XX

A més, part de la selecció d'imatges es pot consultar també a través dels àlbums de la Colección Arxiu Històric Fotogràfic a Flickr.

### Reproduccions
L'Arxiu disposa d'un servei de reproducció d'imatges fotogràfiques que realitza còpies en baixa resolució per a consulta (en format JPG) o en qualitat òptima (en format TIFF a 300 DPI de resolució digital) per la difusió pública en publicacions, exposicions, etc. El mateix servei també realitza còpies de laboratori sobre paper, plàstic o baritat i altres serveis de laboratori com viratges, papers especials, retocs, etc.

### Cursos i assessorament
L'Arxiu compta amb una llarga experiència en la preservació i la gestió de fons fotogràfics i, amb la finalitat de difondre i compartir els coneixements adquirits, ofereix un servei d'assessorament per a particulars, empreses i institucions sobre aquests temes i anualment el Curs de Preservació i organització de col·leccions fotogràfiques i, juntament amb l'Escola Superior d'Arxivística i Gestió de Documents (ESAGED), el Centre de Recerca i Difusió de la Imatge (CRDI) i l'Associació d'Arxivers de Catalunya, dins del marc de la Universitat Autònoma de Barcelona, en un Postgrau on line de gestió, preservació i difusió d'arxius fotogràfics, que ofereix una especialització conjunta en l'àmbit dels estudis d'arxivística i dels estudis fotogràfics.